# Cantatele con me
Cantatele con me è un album della cantante italiana Orietta Berti, pubblicato nel 1973 da Polydor.

## Tracce
1. Aveva gli occhi neri – 1:56
2. E la violeta – 2:09
3. Vola, vola, vola – 2:41
4. El grill e la formiga – 1:53
5. La bella la va al fosso – 2:07
6. Amore mio non piangere – 1:26
7. O morettino mio (E lée la va in Filanda) – 1:44
8. La gigia l'è malada – 2:14
9. Il cucù (È ritornato maggio) – 1:16
10. Vinassa vinassa e fiaschi de vin – 1:35
11. L'apetitt de la sposa – 2:52
12. Maremma – 2:05
13. Bevè bevè compare – 1:35
14. Volea baciar Rosetta – 2:41
15. Ma come bali bene bela bimba (La vinanela) – 2:33
16. Tiribi taraba – 2:08
17. A cà mia – 2:22
18. La dosolina – 1:25
19. Bela bërgéra – 3:39
20. La vendemmia – 1:49
21. Ciuri ciuri (Cantu dispittusu) – 1:24
22. La mia gente – 1:40
23. On occhin, on occun, un'occhetta – 2:14
24. E l'allegrie – 1:30
25. Rosina e il molinaro – 1:55